# Elbryan Wyndon
(R. A. Salvatore)
Elbryan Wyndon è un personaggio immaginario che compare nella prima trilogia della saga fantasy di Demon Wars scritta da R. A. Salvatore.

## Biografia

### Infanzia
Elbryan Wyndon è nato nell'Anno di Dio 804 nel villaggio di Dundalis, figlio di Olwan Wyndon, uno dei coloni più tenaci delle Terre dei Boschi. Crebbe felicemente nel villaggio,  insieme con gli altri bambini dell'insediamento,  ma soprattutto strinse una forte legame con Jilseponie Ault, che sarebbe diventata la sua migliore amica.  Nell'Anno di Dio 816, la tipica battuta di caccia autunnale compiuta da suo padre e dagli altri uomini del villaggio, restituì al mondo una creatura relegata nei miti: un corpo di un guerriero orchetto. 
Non molto tempo dopo dal ritorno dei cacciatori,  una grande banda di orchetti e giganti fomoriani attaccò il villaggio,  radendolo al suolo e sterminando tutti gli abitanti:  solo Pony e Elbryan riuscirono a salvarsi dalla carneficina. I due furono separati per anni: Jill andò a sud, nella città di Palmaris, dove fu adottata dai Chilichunk, mentre Elbryan fu portato dai suoi salvatori, i Touel'alfar, a vivere e a crescere a  Ander'Blough Inniness, la valle mistica degli stessi elfi. 

### L'addestramento dei Touel'alfar
Gli elfi di Ander'Blough Inniness iniziarono ad addestrare Elbryan nelle vie dei Ranger: suo mentore e amico divenne Belli’mar Juraviel sotto la cui guida il giovane divenne forte e abile, nonostante lo scetticismo degli elfi che spesso e volentieri erano pronti a burlarsi di Elbryan chiamandolo con disprezzo il  "Sangue di Mather"  (perché  il ragazzo era il nipote di Mather Wyndon, un grande ranger che era morto qualche anno prima).  Fu proprio l'anziano padre di Juraviel, Belli'mar Joycenevial,  a donare ad Elbryan , nell'Anno di Dio 823, l'arco elfico Hawkwing, un'arma di splendida fattura in grado di essere utilizzata anche come bastone. Quella stessa notte, gli elfi celebrarono una cerimonia in cui ad Elbryan fu imposto il nome di Tai'marawee, il Nightbird.

### La guerra del demone
Come Nightbird, Elbryan si dedicò a proteggere gli abitanti delle Terre dei Boschi dalle incursioni degli orchetti, dei powrie e dei giganti fomoriani; durante questo periodo conobbe il centauro Bradwarden di cui divenne grande amico, e trovò Symphony, uno splendido cavallo che in poco tempo divenne la sua fedele cavalcatura. Successivamente si imbatté nella ferocia di Quintall, il Fratello Giustizia, dalla cui grinfie salvò Avelyn Desbris e la sua amata Jilseponie Ault: ben presto tra i due sbocciò l'amore e il frate pazzo ringraziò il ranger provvedendo a benedire Symphony inserendo nelle carni del cavallo un turchese, la gemma degli animali, che gli avrebbe permesso di entrare in perfetta sintonia con i pensieri di Elbryan.
Qualche tempo dopo, la vita nella Terra dei Boschi fu sconvolta dalla guerra, dall'esercito del Demone Dactyl sceso dal nord per distruggere i villaggi degli uomini. Con l'aiuto dei suoi amici, Elbryan riuscì ad evacuare la popolazione dagli insediamenti e ad organizzare una tenace resistenza contro gli invasori;  durante le operazioni di guerriglia Nightbird ebbe una visione che lo portò a confrontarsi con il cadavere di suo zio Mather:  una volta dimostrato il proprio valore in battaglia, lo spirito di Mathe lo trovò degno e gli donò la propria spada, la mitica Tempesta.
Sapendo di non poter fermare l'avanzata degli invasori, Elbryan e i suoi compagni decisero di estirpare il male alla radice,  recandosi nelle viscere del Monte Aida dove distrussero la forma fisica del Demone Dactyl, gettando l'esercito di mostri nel caos.  Tornati nel regno di Honce-the-Bear, Nightbird e Pony si spostarono più a sud nei pressi del villaggio di Caer Tinella dove combatterono le ultime forze di orchetti e powrie che ancora occupavano quella regione.
Poco tempo dopo il ranger e i suoi compagni dovettero confrontarsi con due nuovi fratelli giustizia e con il potere deviato della Chiesa Abellicana, caduta sotto il controllo di Bestesbulzibar: furono così costretti ad infiltrarsi a St. Mere-Abelle per salvare Bradwarden dalle torture degli interrogatori del padre abate e nascondersi nel nord per sfuggire all'inquisizione della chiesa.
Braccato prima da Marcalo de'Unnero e poi costretto alla resa dallo stesso Padre Abate, Elbryan fu arrestato e trascinato a Palmaris dove fu partecipe della loro vittoria finale contro Markwart anche se a costo della propria vita; infatti prima di aiutare Pony nella sua lotta spirituale con il padre abate, Elbryan fu costretto ad affrontare nuovamente Marcalo De’Unnero che lo ferì mortalmente.  Una volta aiutato per un'ultima volta la sua amata Pony, Elbryan privo di forze, si lasciò andare ad una morte gloriosa. Fu seppellito nella cripta della Terra dei Boschi dove riposava già suo zio Mather.